# SBB RABDe 500
RABDe 500 je elektrická jednotka s aktivním naklápěním vozových skříní využívaná společností SBB v osobní dopravě pro vlaky s obchodním názvem ICN (InterCity-Neigezug). Protože jsou jednotky RABDe 500 nasazovány také na spoje Interregio a RegioExpress je zkratka ICN často brána jako synonymum k typu RABDe 500.

## Technika

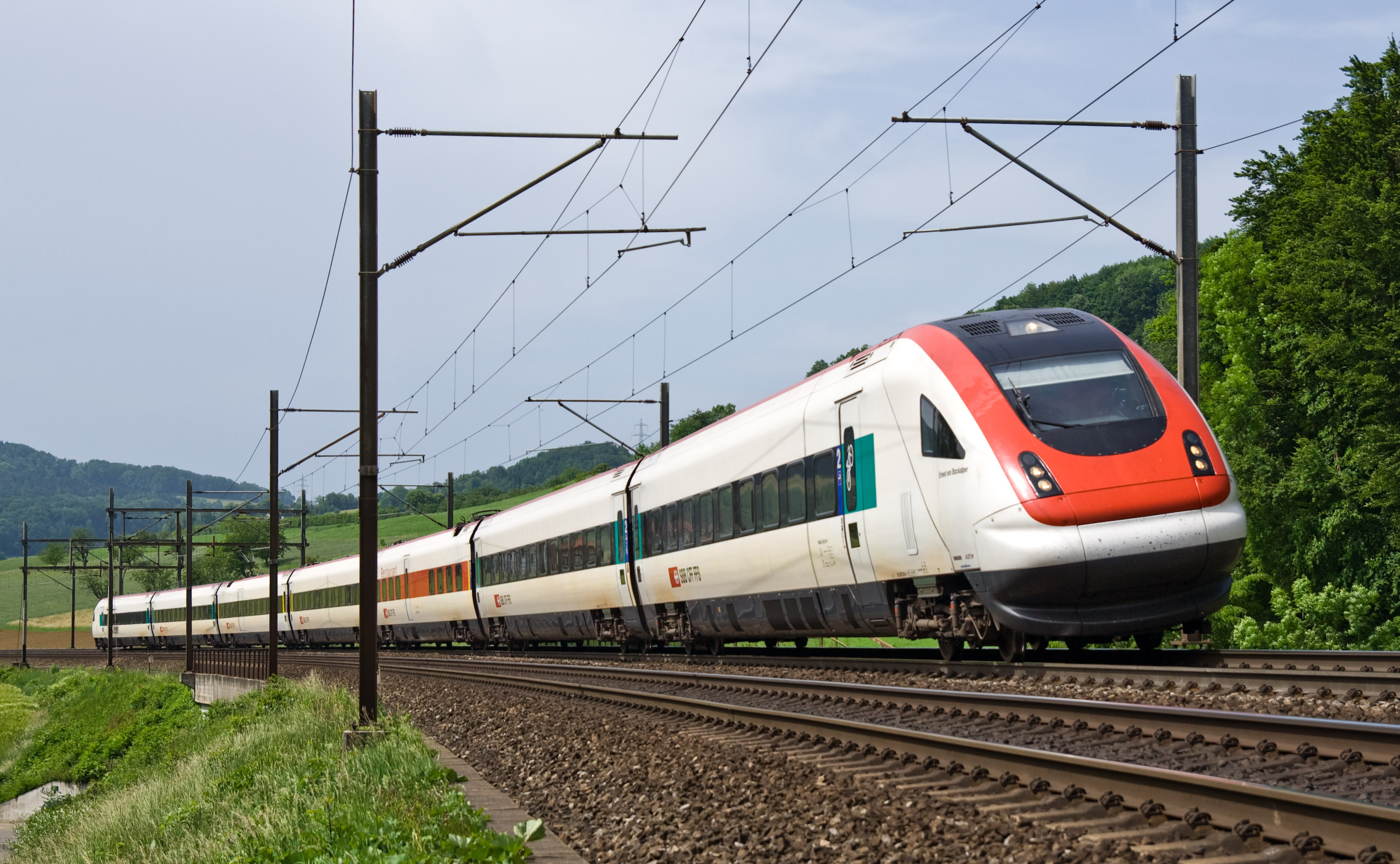
Jednotka RABDe 500 nedaleko stanice Tecknau

Naklápění je zajištěno elektricky. První podvozek soupravy je vybaven setrvačníkem a rychlostními senzory. Získaná data jsou počítačem zpracována a následně je nastaven optimální úhel naklopení.
Jednotka dosahuje maximální rychlosti 200 km/h a je určena především pro provoz na novostavbách vybudovaných v rámci projektu Bahn 2000.
Sedmidílná jednotka je vybavena automatickými spřáhly a při dvou spřažených jednotkách dosahuje délky 380 m. Většina vlaků ICN je provozována právě takto.
RABDe 500 může být v případě nutnosti (např. při údržbě) díky poloautomatickým spřáhlům rozdělen na dvě autonomní části. Každá část je vybavena autonomní trakční výbavou, s tím že ve středu soupravy umístěný vůz A nemá žádné trakčně relevantní prvky. Na koncích vlaku jsou dva vozy se střídavými asynchronními motory, vozy č. 2 a 6 jsou vybaveny mimo to také usměrňovačem s GTO prvky. Třetí vůz (v jedné polovině vlaku vůz AD, v druhé vůz WRA) je osazen transformátorem a sběračem. Trakční výbava odpovídá, až na vodou chlazení GTO usměrňovač, lokomotivě Lok 2000, je zde však rozložena do třech vozů.
Jednotka má čtyři vozy druhé třídy, dva vozy první třídy a jídelní vůz s oddíly první třídy. Vozy druhé třídy jsou pouze velkoprostorové, první třída má i oddíly. Většina míst ve velkoprostorových vozech je v uspořádání proti sobě, menší část v uspořádání za sebou. Jednotka má celkem 125 míst v první a 326 míst v druhé třídě. V soupravě je též služební oddíl pro objemná zavazadla a kola.

## Nasazení
Jednotky jsou nasazeny v taktové dopravě na následujících tratích:
- St. Gallen–Zürich HB – Biel/Bienne – Lausanne/Ženeva (od 10. června 2001)
- Basel SBB – Delsberg – Biel/Bienne – Neuenburg – Lausanne/Ženeva (od 14. prosince 2003)
- Basel SBB/Zürich HB - Luzern - Bellinzona - Lugano (od 14. prosince 2008)

## Pojmenování
Jednotky nesou jména významných švýcarských osobností, jejichž citáty jsou popsána okna ve velkoprostorových vozech.
- 000-5 Le Corbusier (Charles Edouard Jeanneret - Gris)
- 001-3 Jean Piaget
- 002-1 Annemarie Schwarzenbach
- 003-9 Germaine de Staël (Anne-Louise Germaine de Staël)
- 004-7 Mani Matter (Hans Peter Matter)
- 005-4 Johann Heinrich Pestalozzi
- 006-2 Johanna Spyri (Johanna Louise Heusser)
- 007-0 Albert Einstein
- 008-9 Vincenzo Vela
- 009-6 Friedrich Dürrenmatt
- 010-4 Robert Walser
- 011-2 Blaise Cendrars (Frédéric-Louis Sauser)
- 012-0 Jean Rudolf von Salis
- 013-8 Denis de Rougemont
- 014-6 Max Frisch
- 015-3 Jean-Jacques Rousseau
- 016-1 Alice Rivaz (Alice Golay)
- 017-5 Willi Ritschard
- 018-7 Adolf Wölflin
- 019-5 Friedrich Glauser
- 020-3 Jeanne Hersch
- 021-1 Jeremias Gotthelf (Albert Bitzius)
- 022-9 Expo.02 (Carl Spitteler + Hermann Hesse)
- 023-7 Charles Ferdinand Ramuz
- 024-5 Ernest von Stockalper
- 025-2 Xavier Stockmar
- 026-0 Alfred Escher (Johann Heinrich Alfred Escher)
- 027-8 Henry Dunant
- 028-6 Francesco Borromini
- 029-4 Eduard Spelterini (Eduard Schweizer)
- 030-2 Louis Chevrolet
- 031-0 Louis Favre
- 032-8 Henri Dufaux
- 033-6 Gallus Jacob Baumgartner
- 034-4 Gustav Wenk
- 035-1 Niklaus Riggenbach
- 036-9 Minister Kern (Johann Konrad Kern)
- 037-7 Grock (Charles Adrien Wettach)
- 038-5 Arthur Honegger
- 039-3 Auguste Piccard
- 040-1 Graf Zeppelin (Ferdinand von Zeppelin)
- 041-9 William Barbey
- 042-7 Steivan Brunies
- 043-5 Harald Szeemann